# 한부성
한부성(1998년 3월 26일 ~ )는 대한민국의 축구 선수로, 포지션은 수비수이다.

## 수상 경력

### 대회 기록
- U리그 왕중왕전 우승: 2021

### 개인
- U리그 왕중왕전 MVP: 2021